# Пулман (Вашингтон)
Пулман (енгл. Pullman) град је у америчкој савезној држави Вашингтон. По попису становништва из 2010. у њему је живело 29.799 становника.

## Демографија
Према попису становништва из 2010. у граду је живело 29.799 становника, што је 5.124 (20,8%) становника више него 2000. године.
| Група             | 2000.          | 2010.          |
| Белци             | 20.070 (81,3%) | 22.745 (76,3%) |
| Афроамериканци    | 591 (2,4%)     | 686 (2,3%)     |
| Азијати           | 2.093 (8,5%)   | 3.348 (11,2%)  |
| Хиспаноамериканци | 953 (3,9%)     | 1.620 (5,4%)   |
| Укупно            | 24.675         | 29.799         |